# Национальный идентификационный документ (Аргентина)
Национальный идентификационный документ (исп. Documento Nacional de Identidad) — основной документ, удостоверяющий личность для граждан Аргентины, а также временно или постоянно проживающих иностранцев (DNI Extranjero). Он выдаётся при рождении человека и должен обновляться в возрасте 8 и 14 лет, а после каждые 15 лет. Данный документ используется для голосования на выборах, поставки на воинский учёт и выполнения формальных процедур. Данный документ выдаётся Национальным реестром физических лиц (RENAPER)
На лицевой стороне карты на английском и испанском языках указаны имя, пол, национальность, образец выдачи, дата рождения, дата выдачи, дата истечения срока действия и номер транзакции, а также номер DNI, портрет и подпись предъявителя карты. На обратной стороне карты указан адрес ее владельца (раньше на нем располагался отпечаток большого пальца правой руки). На обеих оборотных сторонах карты изображен QR-код и машиночитаемая информация. Уникальный номер DNI полуперфорирован на передней правой стороне карты. Кроме того, биометрическая версия включает поддержку шрифта Брайля.